# Thank You for the Music
Thank You for the Music är en poplåt skriven av Benny Andersson och Björn Ulvaeus som spelades in och framfördes av den svenska gruppen Abba. Den togs med på deras femte studioalbum The Album 1977.

## Historik
Inspelningen av "Thank You for the Music" påbörjades i  Marcus Music Studio i Stockholm den 2 juni 1977. Innan dess hade gruppen framfört låten vid sin konsertturné genom Europa och Australien våren 1977, som en del i minimusikalen The Girl with the Golden Hair. Sången användes även som ett avslutande extranummer vid konserterna. Denna liveversion skiljer sig till viss del textmässigt från den senare utgivna studioversionen. Inför turnén hade Andersson och Ulvaeus, i ett inslag i Sveriges Radios Rapport i december 1976, framfört en kortare del av melodin på piano och gitarr. 
Den första inspelningen av låten hade en jazzig kabarékänsla med Agnetha Fältskog på solosång inspirerad av Doris Day. Inspelningen färdigställdes, men gruppen kom att återvända till melodin för att spela in en ny, slutgiltig version. Doris Day-versionen gavs ut i sin helhet 1994 på CD-boxen Thank You for the Music. Den slutgiltiga inspelningen påbörjades i Glen Studio den 21 juli 1977. Studion hade tidigare legat hemma hos familjen Bruno Glenmark, men hade vid detta laget flyttats till en före detta mataffär i närheten.
Låten togs med på The Album och användes även som avslutningsmelodi i långfilmen Abba – the Movie, som hade premiär julen 1977. I maj 1978 släpptes singeln "Eagle" i utvalda territorier och som B-sida valdes då "Thank You for the Music". Hösten 1979 togs låten med på  samlingsalbumet Greatest Hits Vol. 2, som släpptes samtidigt som gruppen turnerade Nordamerika och Europa. 
En musikvideo, eller promotionvideo, spelades in i februari 1978 i regi av Lasse Hallström. I videon framför gruppen "Thank You for the Music" på en diskoteksscen med medsjungande barn sittande i publiken.
1992 togs "Thank You for the Music" med på samlingsalbumet Abba Gold – Greatest Hits. 1999 togs den med i musikalen Mamma Mia! och 2008 i filmen med samma namn. När musikalen översattes till svenska av Niklas Strömstedt fick den titeln "Tack för alla sånger". 

### Musiker
- Benny Andersson, klaviatur
- Björn Ulvaeus, akustisk gitarr, mandolin
- Lasse Wellander, akustisk gitarr, mandolin
- Rutger Gunnarsson, elbas
- Roger Palm, trummor, tamburin

Producenter: Benny Andersson, Björn Ulvaeus
Inspelningstekniker: Michael B. Tretow

## Singel
Det dröjde till 1983 innan låten blev A-sida på en singel. Det var i samband med utgivningen av ett samlingsalbum som "Thank You for the Music" parades ihop med "Our Last Summer" från 1980 och släpptes den 4 november 1983. Vid denna tid hade dock gruppen lämnat studion för gott,något man inte visste då, och singeln kan i efterhand tolkas som en avslutning på gruppens karriär och ett "tack för musiken". 

### Listplaceringar
| Lista (1983-1984) | Topplacering |
| ----------------- | ------------ |
| Nederländerna     | 4            |
| Storbritannien    | 33           |

## Gracias por la Música
Agnetha Fältskog och Anni-Frid Lyngstad återvände till låten för att spela in den på spanska, som "Gracias por la Música", till gruppens spanskspråkiga album med samma titel 1980. Texten skrevs då av Buddy och Mary McCluskey. Inspelningen släpptes som singel i spanskspråkiga länder. 

### Listplaceringar
| Lista (1980) | Topplacering |
| ------------ | ------------ |
| Argentina    | 4            |
| Mexiko       | 15           |

## Coverinspelningar (urval)
- The Carpenters
- The Nolans
- E-Rotic[9]
- Dame Vera Lynn[10]
- Refrängen finns med i det medley som benämns "Thank Abba for the Music" framfört av Tina Cousins, Billie Piper, Steps, Cleopatra och B*Witched på singeln Abbamania. Singeln nådde fjärde plats på brittiska singellistan.
- Nils Landgren på albumet Funky Abba.
- Anne Sofie von Otter på albumet I Let the Music Speak.
- Rajaton på albumet Rajaton Sings Abba With Lahti Symphony Orchestra.[11]

### Fotnoter
1. ↑  Palm 1994, sid. 69
2. ↑  Palm 1994, sid. 70
3. ↑  ABBA Annual 1978
4. ↑  Tobler 1993, sid. 112
5. ↑  ”Listplacering”. http://dutchcharts.nl/showitem.asp?interpret=ABBA&titel=Thank+You+For+The+Music&cat=s. Läst 26 maj 2011.
6. ↑  ”Listplacering”. Arkiverad från originalet den 10 mars 2017. https://web.archive.org/web/20170310181220/http://home.zipworld.com.au/~callisto/weeksuk.html. Läst 25 juni 2017.
7. ↑  ”Listplacering”. Arkiverad från originalet den 5 april 2012. https://www.webcitation.org/66hMlpR6m?url=http://home.zipworld.com.au/~callisto/argentina.html. Läst 25 juni 2017.
8. ↑  ”Listplacering”. Arkiverad från originalet den 10 mars 2017. https://web.archive.org/web/20170310181018/http://home.zipworld.com.au/~callisto/mexico.html. Läst 25 juni 2017.
9. ↑  ”E-Rotic Page”. Eurodancehits.com. Arkiverad från originalet den 23 juli 2009. https://web.archive.org/web/20090723165544/http://www.eurodancehits.com/erotic.html. Läst 15 augusti 2012.
10. ↑  Oldham, A, Calder, T & Irvin, C: "ABBA: The Name of the Game", sid. 209. Sidgwick & Jackson, 1995
11. ↑  Sitefactory (22 juli 2012). ”Lauluyhtye Rajaton - Etusivu”. Rajaton.net. Arkiverad från originalet den 13 maj 2007. https://web.archive.org/web/20070513140725/http://www.rajaton.net/main.site?action=siteupdate%2Fview&id=53. Läst 15 augusti 2012.